# 루카스 네프
루커스 네프(Lucas Neff, 1985년 11월 7일 ~ )는 미국의 배우, 영화 제작자이다.
시카고에서 태어났다.

## 출연 작품

### 영화
- Jim & Helen Forever (2015) - 단편
- 피어, 아이엔씨. (2016) - 조 포스터 역
- I Love You Both (2016)

### 텔레비전
- 레이징 호프 (2010-14)
- Downward Dog (2017)
- 아메리칸 프린세스 (2019, American Princess)